# BOOM Festival
BOOM Festival je bil jugoslovanski rockovski festival. Prvič je bil festival prirejen leta 1971 v Mariboru, zadnjič pa leta 1978 v Novem Sadu. Festivala so se udeleževali številni jugoslovanski glasbeni ustvarjalci tistega časa. Izšlo je tudi pet festivalnih plošč (1972, 1973, 1974, 1976 in 1977).

## Zgodovina
| # | Leto | Kraj                                 | Datum            | Izvajalci | Opombe |
| - | ---- | ------------------------------------ | ---------------- | --- | --- |
| 1 | 1971 | Ljudski vrt, Maribor, SR Slovenija   | 29. maj          | Termiti, Delial, Jutro, Bumerang, Krik, Grešnici, Faraoni, Grupa 220, Rebus, Tomaž Domicelj | Naslovljen "Pop festival Maribor 71". |
| 2 | 1972 | Hala Tivoli, Ljubljana, SR Slovenija | 21.-22. april    | Nirvana, Indexi, Ivica Kiš, Alarm, Grupa 777, Mladi levi, Had, Ivica Percl, Time, Grupa Marina Škrgatića, Trio Neda, Dario i Miljenko, Jutro, Boomerang, Dekameroni, Tomaž Domicelj                                                                   | Na festivalu je bil posnet dvojni album v živo Pop Festival Ljubljana 72, ki je izšel pri založbi Helidon.                                                                                     |
| 3 | 1973 | Hala Tivoli, Ljubljana, SR Slovenija | 20.-21. april    | YU Grupa, Buco i Srđan, Ave, Srce, Jutro, Zdenka Kovačiček, Nirvana, Rock Express, Drago Mlinarec, Ivica Percl, Dah, Time, Grupa 777, Lambert Shop, Clan, Grupa Marina Škrgatića, Pop mašina, Srđan Marjanović, Boomerang, Ganeša, Tajga, Spirit      | Na festivalu je bil posnet dvojni album v živo Boom Pop Fest '73, ki je izšel pri založbi Jugoton.                                                                                             |
| 4 | 1974 | Hala Tivoli, Ljubljana, SR Slovenija | 10.-11. maj      | Bijelo dugme, Boomerang, Cvrčak i mravi, Tomaž Domicelj, Hobo, Grupa 220, Jutro, Ivica Percl, Prošlo Vreme, S vremena na vreme, Sedam svetlobnih let, Sunce, Zenit, YU Grupa, Drago Mlinarec, Nirvana, Grupa Marina Škrgatića, Boom '74 Pop Selekcija | Superskupina Boom '74 Pop Selekcija se je formirala posebej za ta festival. Zopet je bil na festivalu posnet dvojni album v živo Boom Pop Festival Ljubljana '74 in izdan pri založbi Jugoton. |
| 5 | 1975 | Zagreb, SR Hrvaška                   | 31. maj          | Time, Torr, Ivica Percl, Crčak i Mravi, Drago Mlinarec i Spektar, Buldožer, Tomaž Domicelj, Grupa 220, More, Bijelo dugme, Zdenka Kovačiček in Pop Selekcija, Teška industrija, Kamen Na Kamen, Smak, Formula 4, Vulkan                               | |
| 6 | 1976 | Dvorana Pionir, Beograd, SR Srbija   | 16. junij        | Smak, YU Grupa, Time, September, More, Buldožer, Suncokret, Parni valjak, Teška industrija, Zdenka Express, Process, Torr in Oliverova Beogradska Reprezentacija.                                                                                     | Na festivalu je bil posnet album v živo BOOM '76, ki je izšel pri založbi PGP RTB. |
| 7 | 1977 | Sajmište, Novi Sad, SR Srbija        | 10.-11. december | Ibn Tup, Tetka Ana, Čerge, Neoplanti, Cvrčak i mravi, Leb i Sol, PU, Tako, Suncokret, Zebra, Buldožer, Tomaž Domicelj, Parni valjak, Stakleno Zvono, Vatra, Smak, Zlatni prsti, Vatreni Poljubac, Zmaj od Bosne, Teatar Levo.                         | Na festivalu je bil posnet dvojni album v živo BOOM '77, ki je izšel pri založbi Suzy. |
| 8 | 1978 | Sajmište, Novi Sad, SR Srbija        | 10.-11. december | Aerodrom, Generacija 5, Riblja čorba, Suncokret, Zvuk Ulice, Gordi, Izazov, Boomerang, Paraf, Prljavo kazalište, Pekinška patka, Den Za Den, Galija, Tako, Tomaž Domicelj, Vatreni poljubac, Leb i sol.                                               | |

## Diskografija
- Pop Festival Ljubljana 72 (1972)
- Boom Pop Fest '73 (1973)
- Boom Pop Festival Ljubljana '74 (1974)
- BOOM '76 (1976)
- BOOM '77 (1977)